# ユーリ・ステプキン
ユーリ・ステプキン（Yuri Stepkin 1971年10月15日- ）はロシアのクルスク出身の柔道選手。階級は100kg級。身長193cm。

## 人物
1994年の世界学生95kg級で2位になると、1995年のユニバーシアードでは優勝を飾った。1998年のヨーロッパ選手権100kg級で3位になると、2000年のヨーロッパ選手権では優勝を飾った。2000年シドニーオリンピックでは銅メダルを獲得した。

## 主な戦績
95kg級での戦績
- 1994年 - オーストリア国際 優勝
- 1994年 - 世界学生　2位
- 1995年 - オランダ国際　3位
- 1995年 - ユニバーシアード　優勝
- 1995年 - 韓国国際　3位
- 1996年 - ロシア国際　3位
- 1997年 - ロシア国際　3位

100kg級での戦績
- 1998年 - 正力国際　3位
- 1998年 - チェコ国際　優勝
- 1998年 - ヨーロッパ選手権　3位
- 1999年 - ユニバーシアード　3位
- 2000年 - ハンガリー国際　3位
- 2000年 - オーストリア国際　優勝
- 2000年 - ヨーロッパ選手権　優勝
- 2000年 - シドニーオリンピック　3位
- 2000年 - ロシア大統領杯　優勝
- 2001年 - ドイツ国際　2位
- 2001年 - ロシア大統領杯　3位
- 2002年 - グランプリ・モスクワ　2位